# Ушбулак (Жамбылский район)
Ушбулак (каз. Үшбұлақ) — село в Жамбылском районе Алматинской области Казахстана. Входит в состав Каракастекского сельского округа. Код КАТО — 194251300.

## Население
В 1999 году население села составляло 138 человек (68 мужчин и 70 женщин). По данным переписи 2009 года, в селе проживали 294 человека (140 мужчин и 154 женщины).